# اریک ادوارد اسمیت
اریک ادوارد اسمیت (انگلیسی: Eric Dorman-Smith؛ ۲۴ ژوئیه ۱۸۹۵ – ۱۱ مه ۱۹۶۹) فرد نظامی اهل جمهوری ایرلند بود. وی همچنین برندهٔ جوایزی همچون صلیب نظامی شده‌است.